# علي رضا (سفير)
علي رضا دبلوماسي سعودي، شغل منصب سفير السعودية لدى الولايات المتحدة منذ عام 1975 حتى عام 1979.